# Moczydło (Wola)
Moczydło lub Osiedle Wieluńska – osiedle mieszkaniowe w warszawskiej dzielnicy Wola.

## Położenie i charakterystyka
Osiedle znajduje się na warszawskiej Woli, na obszarze Miejskiego Systemu Informacji Koło. Składa się z 12 bloków mieszkalnych: jednego bloku liczącego 15 kondygnacji naziemnych, pięciu bloków z 11 kondygnacjami oraz sześciu bloków z 5 kondygnacjami, w których łącznie znajduje się 945 lokali mieszkalnych zaprojektowanych dla ponad 4 tysięcy mieszkańców. Łączna powierzchnia mieszkań to 42 442,22 m². Większość bloków powstała w latach 1968–1971, tylko jeden (najwyższy) jest z 1983 roku. Bloki osiedla położone są przy ulicach: Wieluńskiej (8 bloków, pod numerami 1, 2, 6, 8, 10, 14, 16, 18), Prymasa Tysiąclecia (3 bloki, nr 95, 97, 99) oraz Kasprzaka (1 blok, nr 96). Jedenaście sąsiadujących ze sobą położonych jest w trójkącie ograniczonym al. Prymasa Tysiąclecia, ul. Wolską i parkiem im. Edwarda Szymańskiego, zaś osobno położony jest, również przypisany do osiedla, blok przy skrzyżowaniu ulic Kasprzaka i Ordona. W 1972 uzupełniono zabudowę osiedla o pawilon handlowo-usługowy przy ul. Wolskiej 94.
Architektem najstarszej części osiedla był Lech Zahorski. Inwestorem była Spółdzielnia Mieszkaniowa „Starówka”. Zarządza nim utworzona w 1991 roku Spółdzielnia Mieszkaniowa im. gen. Józefa Sowińskiego, powstała w wyniku podziału Spółdzielni Mieszkaniowej „Starówka”.
Na terenie osiedla, przy ulicy Wolskiej róg ulicy Wieluńskiej, znajduje się ustawiona w latach 50. tablica pamiątkowa Tchorka upamiętniająca 2,5 tys. okolicznych mieszkańców zamordowanym podczas rzezi Woli w pierwszych dniach sierpnia 1944 roku.

## Inne informacje
Na północny zachód od współczesnego osiedla Moczydło biegła ulica Moczydło. Moczydło jako obiekt geograficzny na Woli używane było w spisie nieruchomości na terenie miasta z 1930 roku.